# アニアモ!
『アニアモ!』は、2013年10月7日から2016年3月21日まで文化放送超!A&G+で放送されていた簡易動画付きラジオ番組。パーソナリティは川上莉央と立花理香。

## 番組概要
「アニスキ!」の後継番組で、アニメが大好き、アニソンが大好き、特撮も大好きという新人声優のふたりが大好きな世界を存分に語りつくす番組。番組タイトルは「アニメ」とイタリア語の「アモーレ (愛)」の造語である。

### 放送時間
月2回更新 （第1週・第3週更新）
2015年4月6日 - 2016年3月21日
- 月曜日 16:00 - 17:00 （リピート放送: 土曜日 7:00 - 8:00）

2015年4月より、更新週の翌週土曜日にAG-ONにて配信
過去の放送時間
2014年4月7日 - 2015年4月5日
- 月曜日 16:00 - 17:00 （リピート放送: 土曜日 7:00 - 8:00、日曜日 16:00 - 17:00）

2013年10月7日 - 2014年3月17日
- 月曜日 16:00 - 17:00 （リピート放送: 木曜日 12:00 - 13:00、土曜日 7:00 - 8:00、日曜日 16:00 - 17:00）

### パーソナリティ
川上莉央（愛称：りお氏）
立花理香（愛称：りっか様）

### テーマソング
オープニング
STAY TUNE! / 作詞 - 川上莉央 / 歌 - Prima l'amore（川上莉央、立花理香）
エンディング
もう一度 / 作詞 - 立花理香 / 歌 - Prima l'amore（川上莉央、立花理香）

## コーナー
自己紹介のコーナー
番組冒頭の自己紹介の際にお題となる様な質問をリスナーから募集するコーナー。
アニアモ!ニューストピック
ここ最近、話題となったアニメなどのニュースを取り上げる。
アニアモ!リサーチ
パーソナリティの2人が様々な視点で毎回1つのテーマを研究する特集コーナー。
がんばれ!川上マン!!（50回 - ）
負の感情（怒り・やるせないこと）などを川上マンが成敗するコーナー。
胸キュン酒場 立花屋（50回 - ）
お題に続くシチュエーションをリスナーに考えてきてもらい、それに対して立花がどれだけお酒が進むか（萌えられるか）を判定する。

### 終了したコーナー
B・M・K
パーソナリティの2人が業界で名前を売っていくためにムチャぶりにチャレンジするコーナー。
行列ができないアニアモ!相談所
パーソナリティの2人がリスナーのどうでもいい悩みをスパッと片付けるコーナー。
りおったー
たまにしかTwitterで呟かない川上莉央が呟いていそうなこと、もしくは呟いてたら面白いと思うことを募集するコーナー。
クイズ!みんなのりっか様!
リスナーが望むりっか様の姿を三択クイズ形式で募集するコーナー。

## 特集リスト
- 第1回（2013年10月7日） 私たちのターニングポイント
- 第2回（2013年10月21日） 2013年秋アニメ特集
- 第3回（2013年11月4日） 秋だ!アニアモ!まんがまつり!!
- 第4回（2013年11月18日） 川上莉央生誕祭
- 第5回（2013年12月2日） クリスマス企画
- 第6回（2013年12月16日） 笑ってはいけないアニメ流行語
- 第7回（2014年1月6日） お正月だよ!アニアモ!カルタ大会!
- 第8回（2014年1月20日） 2014年冬アニメ特集
- 第9回（2014年2月3日） アニアモ!・バレンタイン
- 第10回（2014年2月17日） 立花理香生誕祭
- 第11回（2014年3月3日） アニアモ!・ひなまちゅり〜大乱闘・女だらけの天下一武道会〜
- 第12回（2014年3月17日） 春だ!聖地に行こう!
- 第13回（2014年4月7日） アニアモ!企画会議
- 第14回（2014年4月21日） 2014年春アニメ特集
- 第15回（2014年5月5日） 2014年春アニメ特集
- 第16回（2014年5月19日） 5月病を吹き飛ばせ!アニソンカウントダウン
- 第17回（2014年6月2日） 梅雨だ!家にこもろう!アニアモ!まんがまつり
- 第18回（2014年6月16日） アニアモ!ワールドカップ2014
- 第19回（2014年7月7日） 2014年上半期アニアモ!ニュース
- 第20回（2014年7月21日） アニアモ!的・真夏のモテ条件
- 第21回（2014年8月4日） 夏アニメ2014
- 第22回（2014年8月18日） Aniamo Summer Live 2014（アモサマ）
- 第23回（2014年9月1日） 秋の忍者まつり
- 第24回（2014年9月15日） アニアモ!・バック・トゥ・ザ・フューチャー!
- 第25回（2014年10月6日） 第1回イタリア横断アニアモ!クイズ
- 第26回（2014年10月20日） 秋のグルメまつり
- 第27回（2014年11月3日） 2014秋アニメ
- 第28回（2014年11月17日） 川上莉央プレゼンツ・アニアモ!風スペシャル特撮ドラマ（特ソンイントロドンを添えて）
- 第29回（2014年12月1日） まったりお部屋トーーク!
- 第30回（2014年12月15日） 年末だよ!アニアモ!クリスマスパーティ!
- 第31回（2015年1月5日） お正月だよ!BL開き!
- 第32回（2015年1月19日） 2015年執事研究
- 第33回（2015年2月2日） 鬼は外!節分特集
- 第34回（2015年2月16日） 立花理香生誕祭
- 第46回（2015年8月17日） 24分間ラジオ
- 第47回（2015年9月21日） まったり呑みトーーク

## 公開イベント
アニアモ!×うるめいつ〜トーク&ライブ
2013年12月31日 - 文化放送メディアプラスホール
- 出演: Prima l'amore（川上莉央、立花理香）、うるめいつ7（黒岩希未代、中谷亜美、有賀友利恵、遠野夏子、冨沢竜也、野呂翔矢、山口祥熙）、うるめいつジュニア（田中聖奈、諏訪ななか、七海綾香、鶴来零）

## 関連商品
CD
- STAY TUNE!/もう一度 / Prima l'amore - アニアモ!テーマCD

## フロート番組

### 氷川竜介のアニメ文化研究会
毎回アニメにまつわる様々なテーマを取り上げ、現在、未来のアニメ文化を研究し存分に堪能していく番組。
2013年10月7日 - 2016年3月21日
パーソナリティ
氷川竜介
長谷川のび太

### ちかQプレゼンツ うるめいつのうりきれ!ごめん!
2014年4月7日 - 2016年3月21日
パーソナリティ
うるめいつ7
黒岩希未代（うるめいつ女子組）
有賀友利恵（うるめいつ女子組）
冨沢竜也（うるめいつ男子組、うるめんず）
山口祥熙（うるめいつ男子組、うるめんず）
うるめいつジュニア
七海綾香
鶴来奈央
治はじめ（2015年3月2日 - ）
栗山叶（2015年3月2日 - ）
旧パーソナリティ
うるめいつ7
中谷亜美（うるめいつ女子組）（ - 2014年11月3日）
遠野夏子（うるめいつ女子組）（ - 2015年3月16日）
野呂翔矢（うるめいつ男子組、うるめんず）（ - 2015年3月16日）
うるめいつジュニア
郷星美生（ - 2014年9月1日）
諏訪ななか（ - 2014年9月1日）
田中聖奈（ - 2015年3月16日）

### 物活動ラジオ セブンズパーティ
A&Gグッズの物販活動、略して"物活動"を行ってるユニット「うるめいつ7」が、さらに楽しくにぎやかに物活動を盛り上げていくためのパーティな番組。第1週更新時に放送。
2013年10月7日 - 2014年3月3日
パーソナリティ
うるめいつ7
中谷亜美（うるめいつ女子組）
黒岩希未代（うるめいつ女子組）
有賀友利恵（うるめいつ女子組）
遠野夏子（うるめいつ女子組）
野呂翔矢（うるめいつ男子組、うるめんず）
冨沢竜也（うるめいつ男子組、うるめんず）
山口祥熙（うるめいつ男子組、うるめんず）

### 物活動ラジオ ジュニアガールズパーティ
A&Gグッズの物販活動、略して"物活動"を行ってるユニット「うるめいつ7」の妹分「うるめいつジュニア」が、フレッシュ全開で盛り上げていくためのパーティな番組。第3週更新時に放送。
2013年10月21日 - 2014年3月17日
パーソナリティ
うるめいつジュニア
郷星美生
田中聖奈
七海綾香
諏訪ななか
鶴来奈央